# Poplar-Cotton Center
Poplar-Cotton Center est une census-designated place américaine située dans le comté de Tulare dans l'État de Californie. En 2010, sa population était de 2 470 habitants.

## Démographie
| 2000  | 2010  | - | - | - | - |
| ----- | ----- | - | - | - | - |
| 1 496 | 2 470 | - | - | - | - |

## Source de la traduction
- (en) Cet article est partiellement ou en totalité issu de l’article de Wikipédia en anglais intitulé « Poplar-Cotton Center, California » (voir la liste des auteurs).